# 屠宗年
屠宗年（1835年—1894年），字鹤亭，是清朝末年海军将领，宁波府鄞县人。他是清朝海军二品武官。

## 生平
屠宗年生于清末道光十五年（1835年）農曆12月23日子时。早年即加入乡勇，因熟拈水性而入水军。后补游击将军。1874年2月，进都司衔，入福州南洋舰队。任湄云舰（当时为炮舰）管带（相当于今舰长）。后又任镇海舰（炮舰）管带，与贝锦泉、贝珊泉兄弟共事。1897年，因母逝世回乡奔丧，守孝百日。
湄云舰后来北调入北洋水师。后参加甲午海战被俘，成为大日本帝国海军炮舰。甲午海战前，作为湄云舰舰长的屠宗年已回乡养病，同年（1894年）逝世，未能亲自参与海战，但日本方面文献仍列其为舰长。
屠宗年逝世于清末光绪二十年（1894年）農曆7月18日卯时，享寿六十岁，身后葬于甬北贝家边后。因缉捕东南海盗操练水军有功，清廷封散阶武功将军，赏戴花翎。

## 家族
屠宗年的家族为浙东望族甬上屠氏，明清时期是鄞县四大家族之一。是甬上屠氏十八世，明朝生员屠伦直系后裔。屠宗年也是诺贝尔医学或生理学奖得主屠呦呦曾祖父。其子屠用悆，清朝国学生。